# Échoppe
Pour l'habitation du sud-ouest de la France, voir échoppe bordelaise. Pour le terme de gravure, voir Burin (gravure).

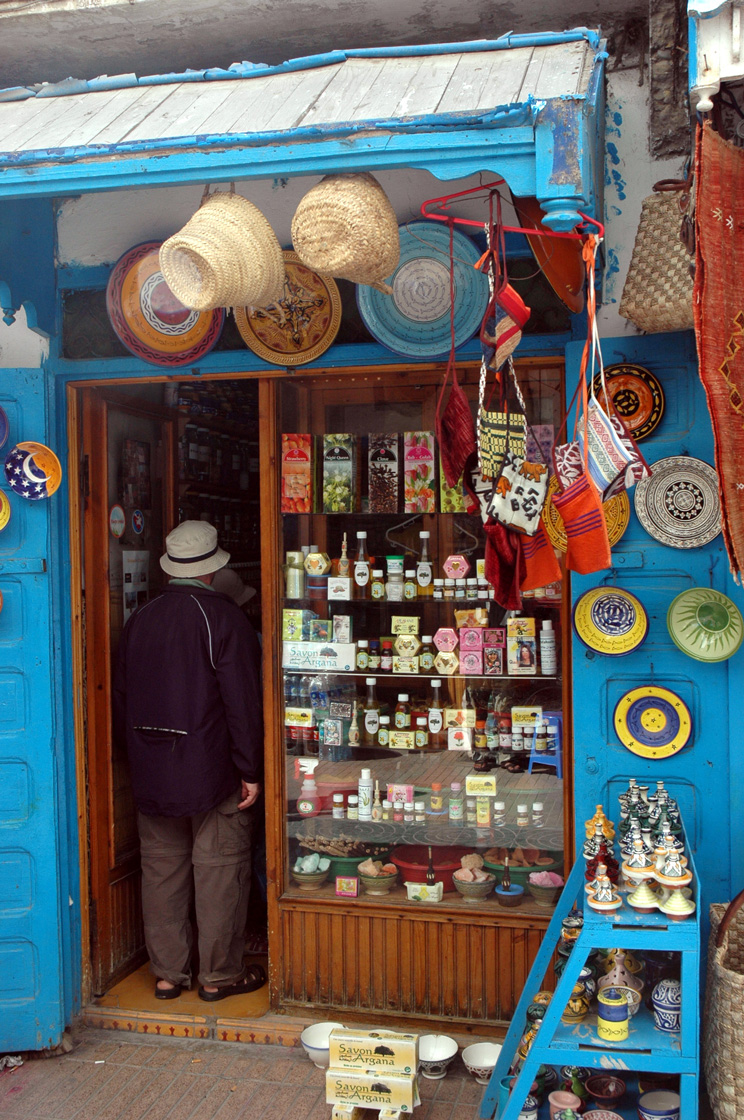
Échoppe au Maroc.

Stricto sensu, une échoppe est une boutique de second rang : moins bien bâtie, adossée à un mur porteur existant. Aujourd'hui le terme s'utilise comme synonyme de magasin.

## Étymologie

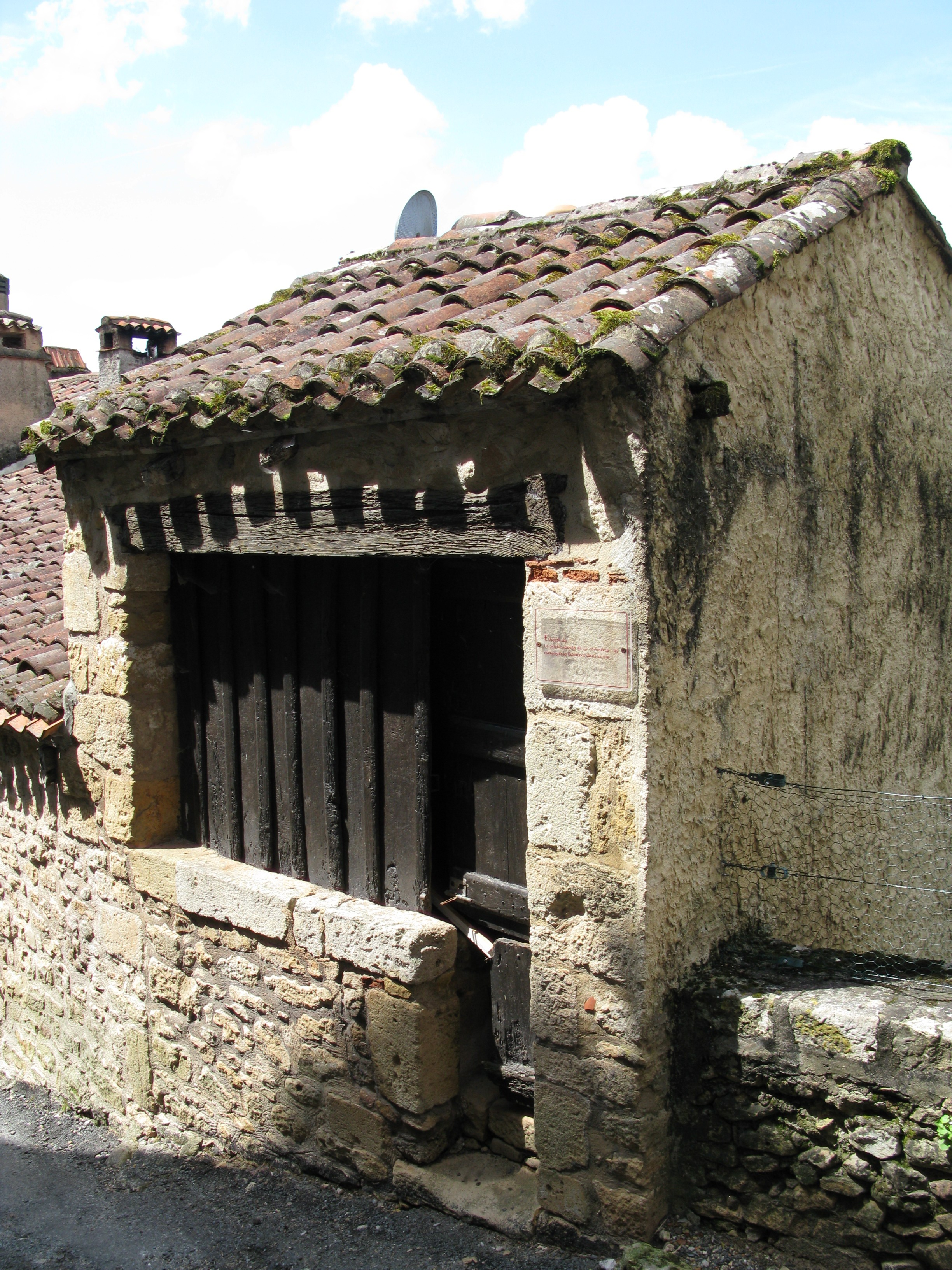
Une échoppe à Limeuil.

Le mot échoppe pourrait venir de « choppa », mot signifiant en langue d'oc, boutique, et en gascon, vieille geôle ou boutique.
En 1230, on trouve le mot escope (Ernoul, État de la cité de Jérusalem, éd. H. Michelant et G. Raynaud, p. 34) et en 1349 eschope (Livre Roisin, éd. Brun-Lavainne, p. 318 ; Arch. mun. Lille, ms. 15 910), emprunté au moyen néerlandais schoppe.
En 1482, où le mot apparaît dans les comptes du Trésorier de la Ville de Bordeaux, Makanam, il s'écrit « eschoppe ». Vers la même époque, en 1499, dans plusieurs textes, c'est le mot « choppe » ou « choppa » (1501) qui est rencontré.

## Échoppes médiévales
Les échoppes médiévales, appelées selon leur spécialité et leur région boctique, boticle, chambre, ouvroir, ouvreur, sont des prolongations d'ateliers servant à la vente. Boutique et étages sont construits ensemble pour un même artisan ou commerçant, l'échoppe associant les fonctions d'habitation et d'exercice de son métier. Ces échoppes s'ouvrent sur la rue par des ouvertures rectangulaires avec poutres disposées en linteaux ou des arcades en pierres plus ou moins travaillées. Elles sont limitées par un muret bas en pierre ou en bois formant étal, interrompu pour dégager l'entrée. Leur comptoir à l'extérieur expose les produits à vendre sur des tréteaux ou parfois sur le vantail inférieur des contrevents qui se rabat, le vantail supérieur se relevant à la manière d'un châssis à tabatière (l'un permet d'agrandir l'étal extérieur, l'autre sert d'auvent). Les artisans et les boutiquiers travaillent sous les yeux des passants, derrière la baie de leur ouvroir, ce qui permet de contrôler la réalisation. La concurrence est d'autant plus forte que ces artisans se groupent souvent dans un quartier dédié, certains métiers (comme les tanneurs et les bouchers) étant relégués dans des quartiers périphériques à cause de leurs nuisances.

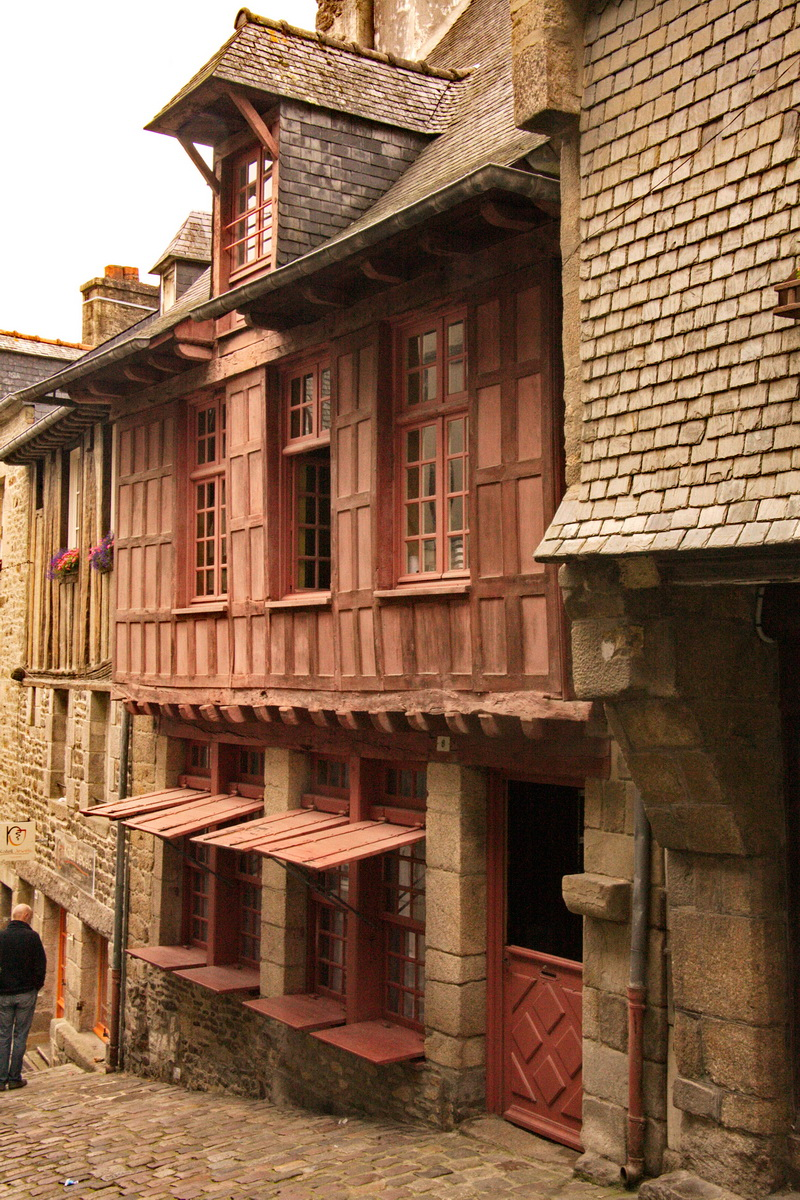
Échoppe médiévale dans la rue du Jerzual à Dinan.
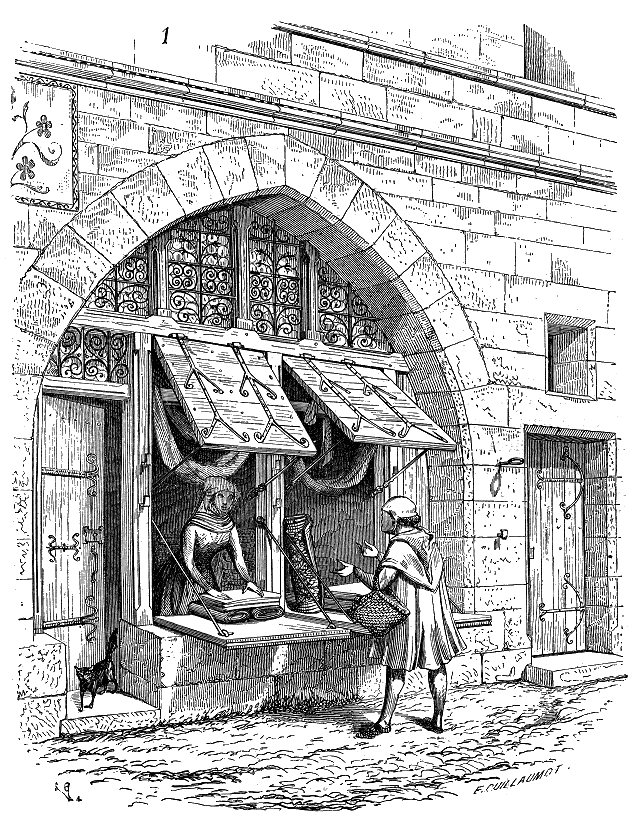
Boutique médiévale avec les volets et une claire-voie vitrée (dessin de Viollet-le-Duc).